# Benz (Usedom)
Benz ist eine Gemeinde auf der Insel Usedom und liegt im sogenannten Achterland.
Sie wird vom Amt Usedom-Süd mit Sitz in der Stadt Usedom verwaltet.

## Geografie und Verkehr

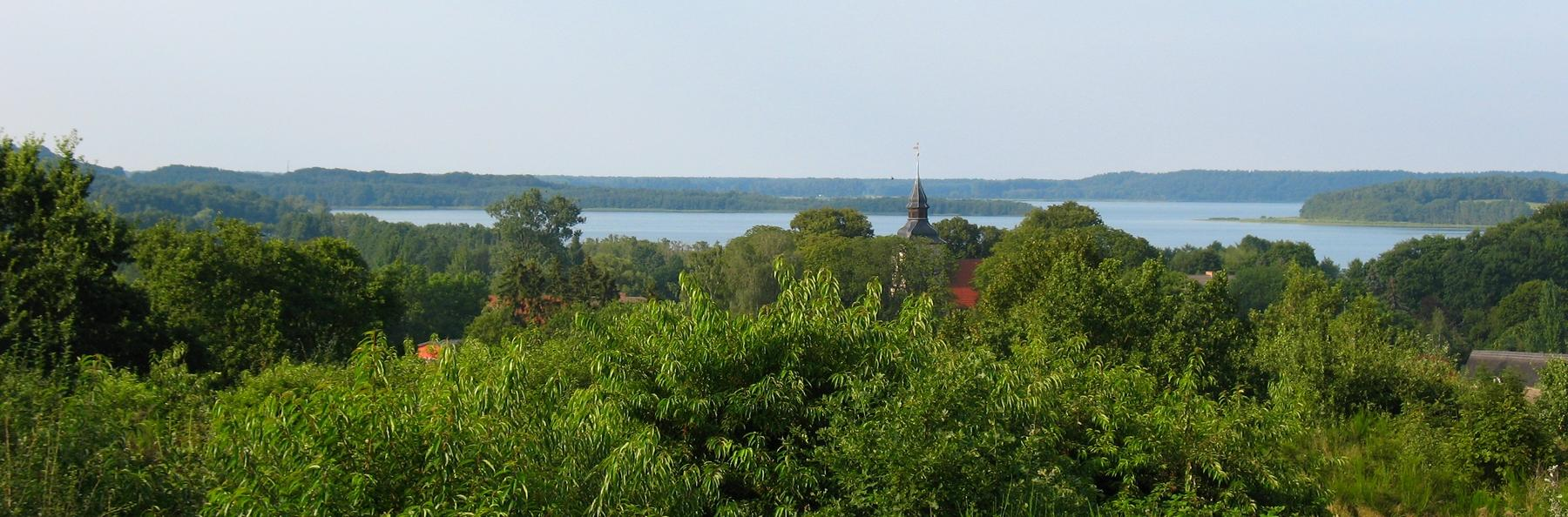
Blick von der Mühle auf den Schmollensee

Das Gemeindegebiet erstreckt sich auf einer Fläche von knapp 25 Quadratkilometern von der Halbinsel Cosim im Westen bis zum Gothensee im Osten, inmitten des Naturparks Insel Usedom. Das Dorf selbst liegt in einer landschaftlich reizvollen Region südlich des Schmollensees. Dieser Teil des Usedomer Achterlandes wird wegen seiner sanften Hügellandschaft auch als Usedomer Schweiz bezeichnet. Zirka zwölf Kilometer südwestlich der Gemeinde liegt die Stadt Usedom und drei Kilometer nordöstlich befindet sich das Seebad Heringsdorf mit dem Ortsteil Seebad Bansin.
Die B 111 verläuft seit ihrer Umtitelung von 2008 und der Eingemeindung von Neppermin im Jahr 2004 durch das Gemeindegebiet. Im Ortskern kreuzen sich die Kreisstraßen K 35 (Ost-West-Richtung) und K 37 (Nord-Süd-Richtung). Eine direkte Anbindung an das Schienennetz existiert nicht. Der nächstgelegene Haltepunkt der Usedomer Bäderbahn ist Schmollensee (Bahnstrecke Züssow–Wolgaster Fähre–Swinemünde).

## Gemeindestruktur
Ortsteile
Balm, Benz, Labömitz, Neppermin, Reetzow, Stoben
Wüstungen und Wohnplätze
Rossenthin (Wüstung)

## Geschichte

### Benz
Nordwestlich des Ortskernes von Benz befindet sich eine slawische Burganlage (600 bis 1200), die noch deutlich die Umwallung und den Ringgraben aufweist. Sie belegt archäologisch die frühe Besiedlung des Gebietes.
Urkundlich erfolgte 1229 erstmals die Nennung des Ortes Benz als „Bents“. Diese Urkunde (PUB I Nr. 255) nennt Benz bei der Schenkung der Herzogin Miroslawa eines Dorfes an das Kloster Stolpe. Eine frühere Erwähnung des Ortes stammt aus dem Jahr 1111 als „Bentze“ in den Matrikeln oder Annalen des Klosters von Grobe/Pudagla. Die Jahreszahl 1111 ist bislang nicht plausibel, die Matrikel des Klosters sind erst in der Amtszeit von Abt Heinrich IV. (1394–1434) entstanden, werden aber nach dem Original im Landesarchiv Greifswald für den Zeitraum 1111 bis 1440 angegeben. Damit und mit zwei weiteren Rezensionen nach Niemeyers Aufzeichnung ist die Jahresangabe an sich wohl richtig, aber die Bedeutung bleibt unklar, da bisher keine Textübersetzungen der besagten Stelle bekannt sind. Die slawische Ortsgründung wurde mit „Hütte“ oder „Buchenwald“ gedeutet.
Die Hauptattraktion von Benz ist die Erdholländermühle auf dem Berg oberhalb des Ortes aus dem Jahr 1830. Neben Ausstellungen, Führungen und Kleingastronomie bietet sie einen schönen Blick über die Landschaft von Bergen, Seen und Wäldern, sowie den Ortschaften der Umgebung. Eine Bockwindmühle etwas östlich der genannten hat die Zeiten nicht überdauert.
Die Dorfform kann man in der Zeit um 1900 als Straßenangerdorf bezeichnen. Die Funktion des Ortes war bäuerlich. In der Gegenwart veränderte sich die Dorfform zum Haufendorf und in der Funktion zum Erholungsort (Gastronomie, Feriendomizile, Touristikziele usw.).
Nach dem Westfälischen Frieden im Jahr 1648 kam Benz zu Schwedisch-Pommern, nach 1720 wurde es preußisch. Nach der Verwaltungsreform 1815 kam Benz zur preußischen Provinz Pommern und gehörte von 1818 bis 1945 zum Landkreis Usedom-Wollin. Von 1945 bis 1952 bildete der nach dem Zweiten Weltkrieg bei Deutschland verbliebene Teil des Landkreises den Landkreis Usedom, der 1952 im Kreis Wolgast im Bezirk Rostock aufging. So verblieb die Zugehörigkeit während der DDR-Zeit, nach der Wende erfolgte die nächste Veränderung.
Die Gemeinde liegt seit 1990 im Land Mecklenburg-Vorpommern. Von 1994 bis 2011 gehörte sie zum Landkreis Ostvorpommern, der am 4. September 2011 im Landkreis Vorpommern-Greifswald aufging.

### Geschichte der Ortsteile
Alle Ortsteile haben eigene Artikel. → siehe dort.
Rossenthin (Wüstung)
Rossenthin wurde 1258 erstmals als „Roscetin“ urkundlich erwähnt. Darin bestätigt Herzog Barnim I. dem Ritter Luker, dass er u. a. das Dorf von den Brüdern Oldag und Werner für 20 Mark gekauft hat. Der slawische Name wird als „Horn“ gedeutet. Der Ort lag direkt am Gothensee, später (auch PUM 1835) wurde der Name als Flurname einer Wiese am See genannt. Es lag an der Gemeindegrenze nach Sallenthin (Bansin).
Es könnte aber auch etwas mit der Inselsiedlung im Gothensee, genau gegenüber dieser Flurnamenangabe zu tun haben. Dort wurden 1971 und 1979 oberflächliche Funde von spätslawischen Keramikscherben und Tierknochen sowie Lehmbewurf von Flechtwandhäusern festgestellt. Die Insel liegt nur 25 Meter vom Ufer entfernt.

### Eingemeindungen
Stoben wurde am 1. Juli 1950 eingemeindet. Reetzow kam am 4. September 1973 hinzu.

Am 22. Mai 2004 wurde Neppermin eingegliedert.
Balm wurde bereits am 1. Juli 1950 in die Gemeinde Neppermin eingegliedert.

## Lyonel Feininger und Otto Niemeyer-Holstein

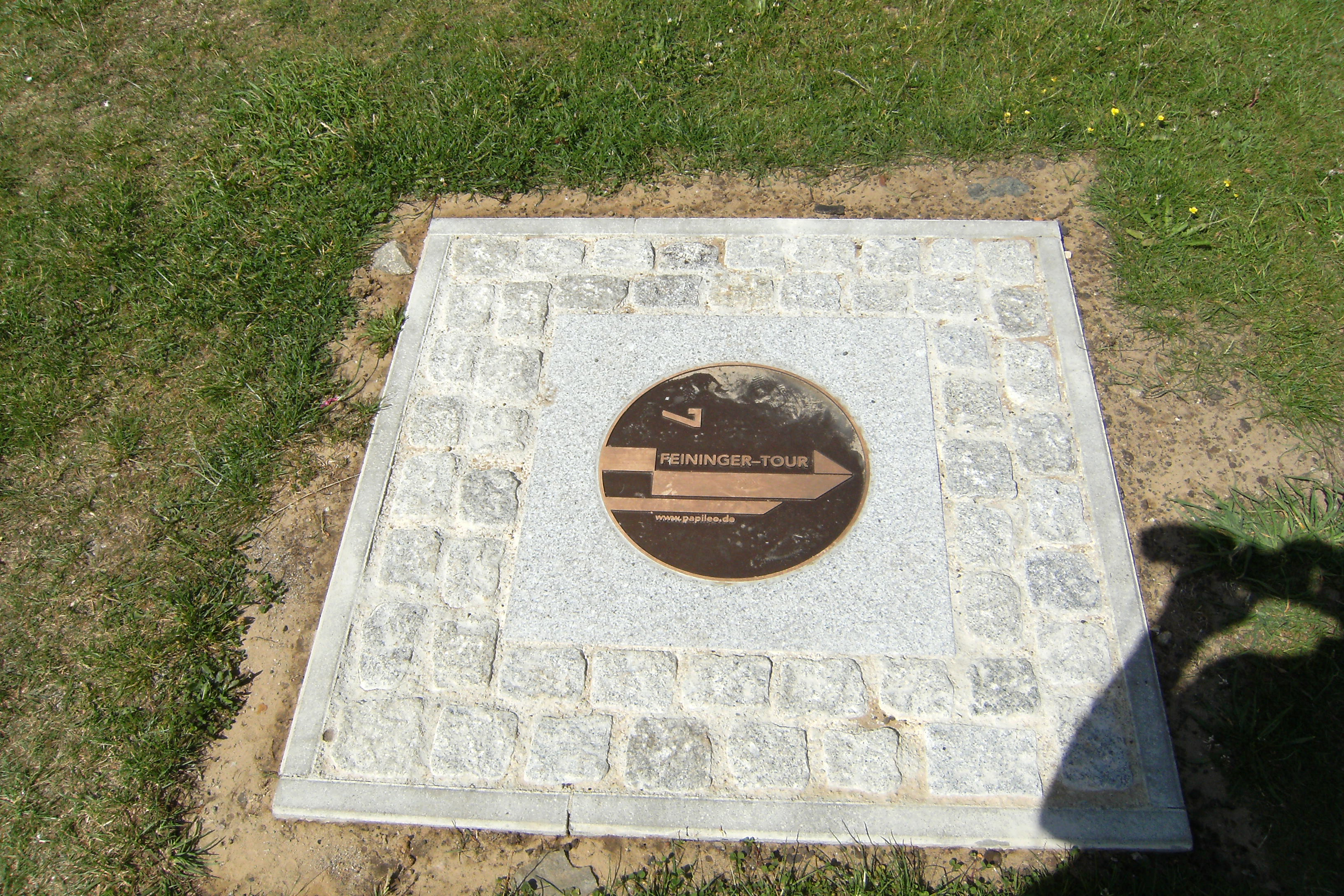
Feininger-Tourplakette an der Mühle in Benz

Während seiner Sommeraufenthalte auf Usedom zwischen 1908 und 1921 pflegte der deutsch-amerikanische Maler Lyonel Feininger oft auch das Usedomer Achterland, insbesondere die Gegend um Benz und Neppermin, auf ausgedehnten Radtouren zu erkunden, stets auf der Suche nach geeigneten Motiven. Feininger verfertigte eine ganze Reihe von Zeichnungen und Bildern mit Benzer Motiven wie der St.-Petri-Kirche oder der Holländermühle. Noch Jahrzehnte nach seinen Aufenthalten auf Usedom griff der Maler immer wieder auf diese Motive zurück. Eine durch Plaketten im Boden markierte „Feininger-Tour“ führt Besucher heute zu seinen Wirkungsstätten im Ort.
1975 kaufte der seit Ende der 1930er Jahre in Koserow (Lüttenort) ansässige Maler und Bildhauer Otto Niemeyer-Holstein die Holländermühle in Benz. Niemeyer-Holstein ist auf dem Friedhof in Benz beigesetzt.

## Politik

### Bürgermeister
Bei den Kommunalwahlen in Mecklenburg-Vorpommern 2019 wurde der seit 1990 amtierende Bürgermeister Karl-Heinz (Ali) Schröder nicht wiedergewählt. Gewählt wurde der parteilose Einzelbewerber Enrico Tesch.

### Gemeindevertretung
| Partei/ Wähler- gruppe | Kommunalwahl 2014 (8 Sitze + Bürgermeister) | Kommunalwahl 2019 (10 Sitze + Bürgermeister) |
| ---------------------- | ------------------------------------------- | -------------------------------------------- |
| CDU                    | 7                                           | 6                                            |
| parteilos              | 1                                           | 4*                                           |

*Der Einzelbewerber Enrico Tesch hätte anhand seiner Stimmenanzahl drei Sitze in der Gemeindevertretung besetzen können. Da er zum Bürgermeister der Gemeinde gewählt wurde bleiben die Plätze jedoch unbesetzt.

### Wappen
| Wappen von Benz | Blasonierung: „Halbgeteilt und gespalten; vorn: oben in Silber ein schräglinks gestellter schwarzer Eichenzweig mit drei grünen Blättern und zwei goldenen Eicheln; unten in Blau zwei silberne Fische übereinander, der obere linksgewendet; hinten in Rot eine goldene Getreideähre mit drei schwarzen Grannen.“ |
| Wappen von Benz | Wappenbegründung: Die gewählten Symbole stehen für die Haupterwerbszweige der Einwohner der Gemeinde: der Eichenzweig für die Forstwirtschaft, die Fische für die Fischerei und die Ähre für die Landwirtschaft. Das Wappen wurde nach einem Entwurf des Bansiners Herbert Heinz von dem Leipziger Achim Zoll gestaltet. Es wurde am 22. Februar 1979 durch den Rat des Kreises Wolgast bestätigt und unter der Nr. 234 der Wappenrolle des Landes Mecklenburg-Vorpommern registriert. |

### Flagge
Die Gemeinde verfügt über keine amtlich genehmigte Flagge.

### Dienstsiegel
Das Dienstsiegel zeigt das Gemeindewappen mit der Umschrift „GEMEINDE BENZ * LANDKREIS VORPOMMERN-GREIFSWALD“.

## Sehenswürdigkeiten

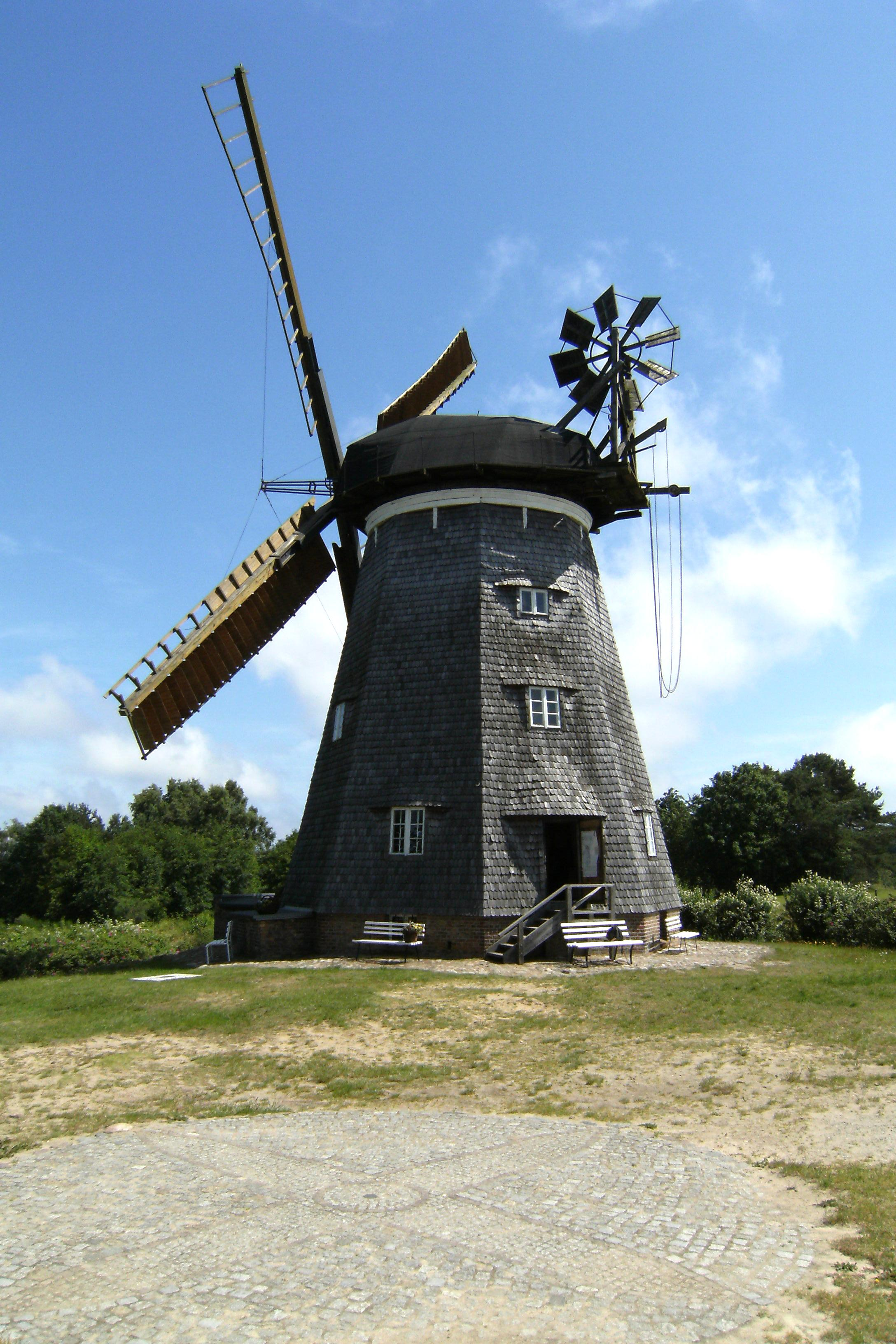
Erdholländerwindmühle in Benz

- St.-Petri-Kirche, einschiffiger Backsteinbau aus der ersten Hälfte des 15. Jahrhunderts mit einem Altar aus dem Barock von 1712 und einer Kanzel von 1666.
- Museumsmühle Benz, eine Erdholländermühle mit Elevator für das Mahlgut und umfangreicher Originaleinrichtung. Die erste bildliche Darstellung ist eine Zeichnung von Lyonel Feininger von 1910. Die Mühle wurde bis in die zweite Hälfte des 20. Jahrhunderts hinein produktiv genutzt. Das Besondere an dieser Mühle sind die Abspannungen der Flügelruten, die zwar technisch keine Wirkung entfalten, aber als Experiment des letzten Windmüllers ein Stück der baulichen Historie des Denkmals darstellen. Eine Seltenheit ist die Unterkellerung der Mühle mit Eingang von Norden. Von 1973 bis 1984 war die Mühle das Refugium Otto Niemeyer-Holsteins, seit 1992 ist die gründlich sanierte und zugängliche Mühle im Besitz des Vereins Kulturmühle Benz. Das alljährliche Mühlenfest findet an den Pfingstfeiertagen statt.
- Friedhof in Benz unterhalb der Mühle mit den Gräbern Otto Niemeyer-Holsteins, des Schauspielers Rolf Ludwig und der Journalistin Carola Stern. Zwei Gräber von (wahrscheinlich) ukrainischen Kriegsgefangenen auf dem Friedhof, die zwischen 1943 und 1945 ums Leben kamen.
- Denkmal von 1969 von dem Bildhauer Hans Kies auf dem Dorfplatz für den antifaschistischen Widerstandskämpfer Fritz Behn, der 1944 ermordet wurde.